# Governo Ciolacu II
Il Governo Ciolacu II è stato il ventottesimo esecutivo della Romania dalla rivoluzione romena del 1989 ed il primo della X legislatura, in carica dal 23 dicembre 2024 al 23 giugno 2025 (sebbene già dimissionario dal precedente 6 maggio 2025).

## Storia

### Formazione
In seguito al complicato quadro politico emerso dalle elezioni parlamentari, che ha visto l’ascesa di vari partiti politici euroscettici e di estrema destra (AUR, SOS RO e POT) a discapito dei classici partiti europeisti e più moderati (PSD, PNL, USR e RMDSZ/UDMR) ed anche il successivo annullamento per intero, da parte della Corte costituzionale, delle controverse elezioni presidenziali dello stesso anno, per il paese è iniziato un incerto periodo post-elettorale, caratterizzato da dubbi ed incertezze in tutto il processo di formazione.
In tale contesto, dunque, constatato l’esito complesso del voto e consce della volontà, ribadita anche dal Presidente, di mantenere il paese in un’ottica euro-atlantica, tutte le forze parlamentari europeiste si sono presto accordate per la formazione di una coesa maggioranza di larghe intese, iniziando dunque le negoziazioni in data 11 dicembre.
Il 19 dicembre, tuttavia, il Partito Social Democratico (PSD) del Primo ministro uscente Marcel Ciolacu, ha improvvisamente abbandonato le trattative senza spiegazioni (sebbene forse per alcuni dissidi con l’Unione Salvate la Romania (USR) sulle modalità di riduzione del deficit e del debito pubblico), portando così sul paese una ancor più forte incertezza politica (nonostante il PSD si fosse comunque mostrato disposto a sostenere temporaneamente un governo, probabilmente di minoranza, di centro-destra ed europeista).
Alla fine, anche grazie alle contingenze della delicata situazione ed alla persuasiva spinta del Presidente, Klaus Iohannis, il PSD è rientrato nella coalizione di governo (giunta quindi alla fine delle negoziazioni), forte del mandato di formazione di un nuovo esecutivo conferito al leader di quest’ultimo, sebbene ciò abbia portato all’immediata uscita dell’USR che, salvo casi particolari precedentemente concordati, sarebbe rimasto all’opposizione.
In virtù di ciò, dunque, il 23 dicembre, presentata al Presidente ed approvata la futura squadra di governo, l’esecutivo è potuto entrare ufficialmente in carica, ricevendo contestualmente, poco dopo, la fiducia da parte del Parlamento della Romania in seduta plenaria con ben 240 voti favorevoli su 465 membri.

### Dimissioni
Il 5 maggio 2025, in seguito al risultato al di sotto delle aspettative di Crin Antonescu (il candidato sostenuto congiuntamente dai membri del governo al primo turno delle elezioni presidenziali dello stesso anno), il Primo ministro Marcel Ciolacu rassegna ufficialmente le dimissioni irrevocabili (in ottica del progressivo ritiro, successivamente al periodo di transizione di 45 giorni, del Partito Social Democratico dagli incarichi di governo), facendo contestualmente cadere, una volta ratificate il giorno successivo, l'esecutivo.
In tal senso, al fine di sostituire provvisoriamente la posizione vacante di capo del governo, il Presidente della Romania ad interim Ilie Bolojan nomina, in data 6 maggio e con proprio decreto, il Secondo Vice Primo ministro e Ministro degli Affari interni, Cătălin Predoiu, fino all’insediamento ufficiale del nuovo governo.

## Compagine di governo

### Appartenenza politica
L'appartenenza politica dei membri del Governo alla sua formazione era la seguente:
| Partito | Partito                                            | Primo ministro | Ministri | Totale |
| ------- | -------------------------------------------------- | -------------- | -------- | ------ |
|         | Partito Social Democratico (PSD)                   | 1              | 9        | 10     |
|         | Partito Nazionale Liberale (PNL)                   | -              | 6        | 6      |
|         | Unione Democratica Magiara di Romania (RMDSZ/UDMR) | -              | 2        | 2      |
| Totale  | Totale                                             | 1              | 17       | 18     |

### Sostegno parlamentare
Il governo Ciolacu II era sostenuto da una coalizione formata dal Partito Social Democratico (centro-sinistra), dal Partito Nazionale Liberale (centro-destra) e dall’Unione Democratica Magiara di Romania (centro-destra, tutelante la minoranza ungherese). Al momento dell'investitura la maggioranza disponeva di 157 deputati su 331 (pari al 47,43% dei seggi alla Camera dei deputati della Romania), più 19 in appoggio esterno (pari al 5,74% dei seggi) e di 68 senatori su 136 (pari al 50,00%) dei seggi al Senato della Romania).
Al momento del voto di fiducia del 23 dicembre 2024, il sostegno parlamentare al governo si poteva riassumere come segue:
| Camera              | Collocazione     | Partiti                                   | Seggi     |
| ------------------- | ---------------- | ----------------------------------------- | --------- |
| Camera dei deputati | Governo          | PSD (86), PNL (49), RMDSZ/UDMR (22)       | 157 / 331 |
| Camera dei deputati | Appoggio esterno | Minoranze etniche (19)                    | 19 / 331  |
| Camera dei deputati | Opposizione      | AUR (63), USR (40), SOS RO (28), POT (24) | 155 / 331 |
| Senato              | Governo          | PSD (36), PNL (22), RMDSZ/UDMR (10)       | 68 / 134  |
| Senato              | Opposizione      | AUR (28), USR (19), SOS RO (12), POT (7)  | 66 / 134  |

## Composizione
Il Governo era formato da 18 ministri (compreso il Primo ministro).
     Partito Social Democratico (PSD)
     Partito Nazionale Liberale (PNL)
     Unione Democratica Magiara di Romania (RMDSZ/UDMR)
| Ufficio del Primo ministro                                                       | Ufficio del Primo ministro | Ufficio del Primo ministro | Ufficio del Primo ministro                       | Ufficio del Primo ministro |
| Carica                                                                           | Titolare                   | Titolare                   | Titolare                                         | Partito                    |
| -------------------------------------------------------------------------------- | -------------------------- | -------------------------- | ------------------------------------------------ | -------------------------- |
| Primo ministro                                                                   |                            |                            | Marcel Ciolacu (fino al 6 maggio 2025)           | PSD                        |
| Primo ministro                                                                   |                            |                            | Cătălin Predoiu (ad interim) (dal 6 maggio 2025) | PNL                        |
| Primo Vice Primo ministro                                                        |                            |                            | Marian Neacșu                                    | PSD                        |
| Secondo Vice Primo ministro                                                      |                            |                            | Cătălin Predoiu                                  | PNL                        |
| Terzo Vice Primo ministro                                                        |                            |                            | Barna Tánczos                                    | RMDSZ/UDMR                 |
| Ministri                                                                         |                            |                            |                                                  |                            |
| Carica                                                                           | Titolare                   | Titolare                   | Titolare                                         | Partito                    |
| Ministro degli Affari interni                                                    |                            |                            | Cătălin Predoiu                                  | PNL                        |
| Ministro delle Finanze                                                           |                            |                            | Barna Tánczos                                    | RMDSZ/UDMR                 |
| Ministro degli Affari esteri                                                     |                            |                            | Emil Hurezeanu                                   | PNL                        |
| Ministro della Difesa nazionale                                                  |                            |                            | Angel Tîlvăr                                     | PSD                        |
| Ministro della Giustizia                                                         |                            |                            | Radu Marinescu                                   | PSD                        |
| Ministro del Lavoro, della Famiglia, della Gioventù e della Solidarietà sociale  |                            |                            | Simona Bucura-Oprescu                            | PSD                        |
| Ministro dei Trasporti e delle Infrastrutture                                    |                            |                            | Sorin Grindeanu                                  | PSD                        |
| Ministro dell'Agricoltura e dello Sviluppo rurale                                |                            |                            | Florin Barbu                                     | PSD                        |
| Ministro dello Sviluppo regionale, dei Lavori pubblici e dell'Amministrazione    |                            |                            | Attila Cseke                                     | RMDSZ/UDMR                 |
| Ministro degli Investimenti e dei Progetti europei                               |                            |                            | Marcel Boloș                                     | PNL                        |
| Ministro dell'Educazione e della Ricerca                                         |                            |                            | Daniel David                                     | Indipendente               |
| Ministro dell'Energia                                                            |                            |                            | Sebastian Burduja                                | PNL                        |
| Ministro dell'Economia, della Digitalizzazione, dell'Imprenditoria e del Turismo |                            |                            | Ivan Bogdan                                      | PSD                        |
| Ministro dell'Ambiente, delle Acque e delle Foreste                              |                            |                            | Mircea Fechet                                    | PNL                        |
| Ministro della Salute                                                            |                            |                            | Alexandru Rafila                                 | PSD                        |
| Ministro della Cultura                                                           |                            |                            | Natalia-Elena Intotero                           | PSD                        |

### Esplicative
1. 1 2 3  Di cui uno è anche Vice Primo ministro.
2. 1 2  Teoricamente 136, nei fatti 2 seggi spettanti al Partidul Oamenilor Tineri (POT) sono rimasti vacanti per l’incapacità del partito di indicare dei candidati per le zone in cui sarebbero risultati eletti.
3. ↑  Affiliato al PNL.

### Bibliografiche
1. ↑   I Socialdemocratici sono stati i più votati alle elezioni parlamentari in Romania, Il Post, 2 dicembre 2024.
2. ↑   La Corte costituzionale romena ha ordinato di rifare le elezioni presidenziali, Il Post, 6 dicembre 2024.
3. ↑   In Romania i partiti europeisti vogliono fare un governo di coalizione, Il Post, 11 dicembre 2024.
4. ↑   In Romania i Socialdemocratici si sono ritirati dai negoziati per formare il governo, Il Post, 19 dicembre 2024.
5. ↑   Il presidente romeno ha incaricato l’attuale primo ministro socialdemocratico di formare un governo filoeuropeo, Il Post, 23 dicembre 2024.
6. ↑   Romania, riconfermato il premier pro-Ue Marcel Ciolacu, euronews, 23 dicembre 2024.
7. ↑  (RO) Filip Stan, Noul Guvern al României a trecut cu 240 de voturi. Prima reacție a lui Marcel Ciolacu: „Le mulțumesc colegilor care m-au votat și celor care nu m-au votat”, România TV, 23 dicembre 2024.
8. ↑   Il primo ministro romeno si è dimesso per il pessimo risultato alle elezioni, Il Post, 5 maggio 2025.
9. ↑   Il ministro dell’Interno romeno Catalin Predoiu è stato nominato primo ministro ad interim, Il Post, 6 maggio 2025.
10. ↑  (RO) BREAKING NEWS — Cătălin Predoiu, numit premier interimar de către Ilie Bolojan, Digi24, 6 maggio 2025.